# Peter Grau

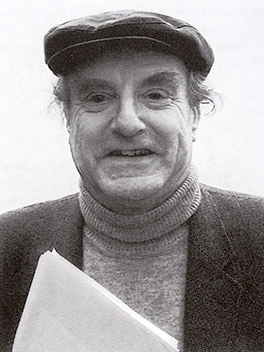
Peter Grau (1998)

Peter Grau (* 14. November 1928 in Breslau; † 22. Juli 2016 in Leinfelden-Echterdingen) war ein deutscher Grafiker und Maler. Er war von 1968 bis 1994 Professor an der Staatlichen Akademie der Bildenden Künste Stuttgart.

## Leben
Peter Grau war von 1939 bis 1944 Schüler von Johann Drobek in Breslau. 1945/1946 erhielt er entscheidende künstlerische Anregungen durch Julius Bissier in Hagnau am Bodensee. Von 1946 bis 1953 studierte er an der Staatlichen Akademie der Bildenden Künste Stuttgart bei Willi Baumeister. Von 1950 bis 1955 absolvierte er ein Studium der Violine an der Staatlichen Hochschule für Musik in Stuttgart. 1965 und 1966 erhielt er ein Stipendium an der Cité Internationale des Arts in Paris.
Von 1968 bis 1994 lehrte Grau als Professor an der Staatlichen Akademie der Bildenden Künste Stuttgart. Mit den grafischen Folgen Kuriosa 70 und Die Höfe der Akademie reflektierte er lokale Gegebenheiten zur Zeit der Studentenbewegung, wobei ihn – eigenen Worten zufolge – weniger „das ‚laute‘, sozusagen vordergründige Geschehen“ interessierte als „die hintergründigen Ereignisse, die ein neues Bild voll Phantastik enthüllen, das man zu erkennen glaubt und das man in seiner Vielschichtigkeit wohl kaum erfassen kann“. 1974 wurde er mit der ersten Ehrengabe des Lovis-Corinth-Preises geehrt. Peter Grau war Mitglied im Künstlerbund Baden-Württemberg.
Peter Grau lebte und arbeitete in Leinfelden. Er wurde auf dem Pragfriedhof in Stuttgart beigesetzt.

## Ehrungen und Auszeichnungen
- 1954 Kunstpreis der Jugend, 1. Preis
- 1965 und 1966 Stipendium an der Cité Internationale des Arts in Paris
- 1968 Hans-Thoma-Medaille
- 1974 Lovis-Corinth-Preis

## Ausstellungen

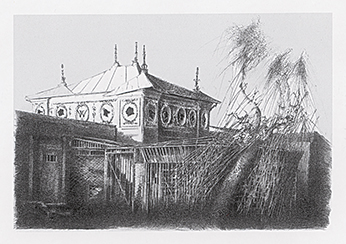
„Kleines Haus mit den Medaillons“ aus einem Zyklus zum Thema „Der Maurische Garten“ in der Wilhelma, im Privatbesitz der Direktion der Wilhelma Stuttgart

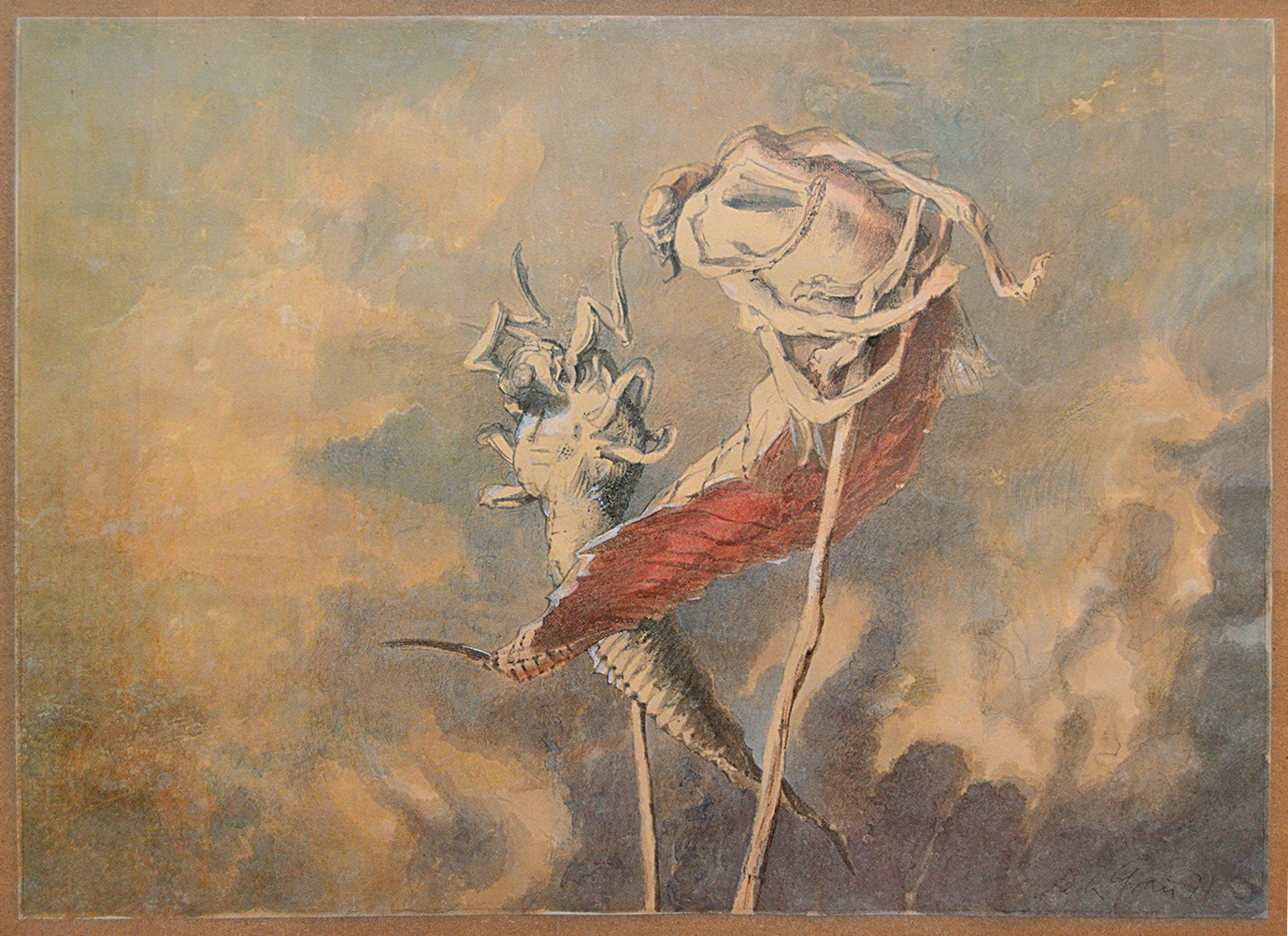
Exuvien, Schichtaquarell von Peter Grau, 1977, Leinfelden, in Privatbesitz

Peter Grau hatte zahlreiche Einzel- und Gruppenausstellungen im In- und Ausland.
Werke des Künstlers befinden sich in größerem Umfang in der Staatsgalerie Stuttgart, der Galerie der Stadt Stuttgart, der Galerie Albstadt, der Ostdeutschen Galerie Regensburg, Staatliche Akademie der Bildenden Künste Stuttgart, Städtische Galerie Neunkirchen (Schenkung Wolfgang Kermer), der Wilhelma Direktion Stuttgart, im Schiller-Nationalmuseum Marbach und in Privatbesitz.
1998 fand eine Ausstellung des Lebenswerks von Peter Grau in der Filderhalle, im Kunstverein Reutlingen und im Pfleghof Tübingen statt.
Das Kunstmuseum Albstadt hat Peter Graus großen Kaltnadel-Zyklus Apokalypse aus den Jahren 1962/65 in der Ausstellung Die dunkle Seite des Mondes. Schattenbilder aus Kunst und Literatur (2019/20) gezeigt.